# Carreteres nacionals

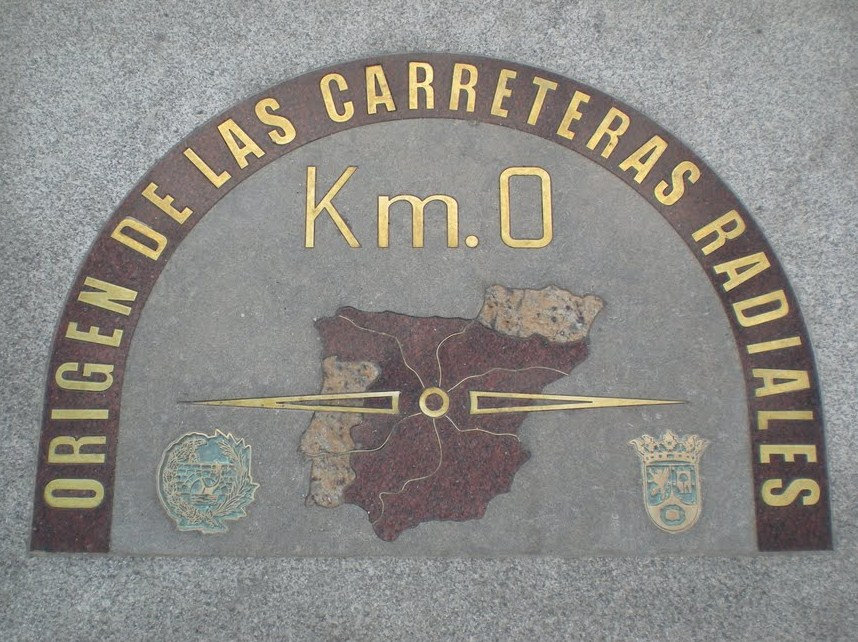
Origen de les carreteres radials, en la Puerta del Sol, Madrid.

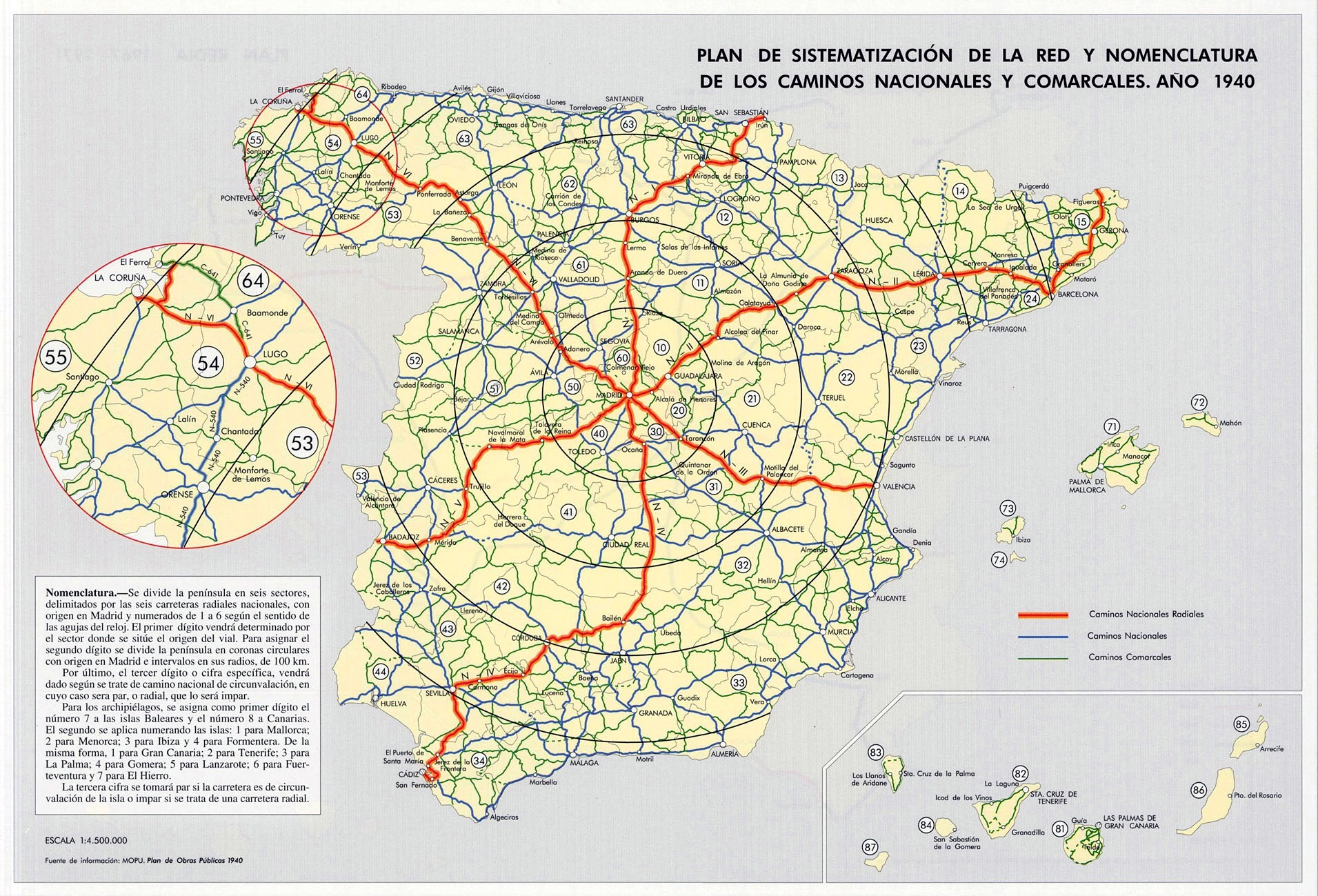
Sistema adoptat pel Pla General d'Obres Públiques de 1940 (Pla Peña) per a la nomenclatura de la Xarxa de carreteres d'Espanya.

Les carreteres nacionals a Espanya són les vies de titularitat de l'Administració General de l'Estat, generalment de calçada única, gestionades pel Ministeri de Foment i que formen, juntament amb les autovies i autopistes de l'Estat, la denominada xarxa de carreteres de l'Estat.
La nomenclatura de les mateixes és de la forma  N-???  (excepte per a les carreteres radials principals), i es troba normalitzada d'acord amb la següent regla establerta en el quart Pla General de Carreteres de 1939-41 (anomenat Pla Peña per haver estat dissenyat sota el mandat de l'enginyer i ministre Alfonso Peña Boeuf):
- La primera xifra correspon al sector entre Carreteres Radials on neixen. En el sentit de les agulles del rellotge, aquesta xifra és la de la carretera radial. Per exemple, les que tenen un 2, neixen entre la N-2 i la N-3, corresponents a les actuals A-2 i l'A-3.
- La segona xifra indica la distància en línia recta des de Madrid fins al lloc en el qual es trobi l'origen de la carretera, en quilòmetres i dividida entre 100: de 0 a 99 km = 0, de 100 a 199 km = 1, etc.
- La tercera el número d'ordre, tenint en compte que si és parell, és una nacional transversal, és a dir, no té direcció cap a Madrid, i si és imparella, és radial (direcció Madrid).

A més l'ordre de quilometratge és sempre decreixent cap a Madrid per a les radials, i decreixent en sentit horari per a les transversals.
Aquest sistema per a la nomenclatura de les carreteres ha tingut des de llavors una gran utilitat per al viatger i per a l'administració de carreteres, ja que d'acord amb les regles assenyalades, es pot aconseguir saber solament pel número de la carretera, quina és la zona d'Espanya en la qual s'està, quina orientació s'emporta i quina és la situació respecte a Madrid. Aquesta nomenclatura va ser dissenyada per l'enginyer Victorià Muñoz i Oms.
En el País Basc i la Comunitat Foral de Navarra, que tenen transferides les competències en matèria de carreteres, incloses les carreteres nacionals, així com les vies de gran capacitat, són de titularitat provincial, sent gestionades per les Diputacions Forals en el cas del País Basc o el Govern de Navarra en el cas de Navarra. Per tant, en aquestes comunitats autònomes poden existir excepcions a les regles de matriculació de les Carreteres Nacionals (vegeu N-102 o N-104 com a exemples).

## Xarxa de carreteres de l'Estat
Algunes d'aquestes carreteres han estat desdoblades, convertint-se en autovies i autopistes, però es manté tot el seu recorregut original per a una millor comprensió. El mateix ocorre amb les carreteres amb trams coincidents, també es mantenen les carreteres nacionals radials, encara que algunes s'han convertit en autovies. Per a una millor comprensió del conjunt, es presenten a continuació ordenades a partir de les sis carreteres nacionals, de la N-1 a la N-6.

### N-1i carreteres amb origen entre laN-1i laN-2
| Identificador                | Nom                                 | Itinerari | Longitud |
| ---------------------------- | ----------------------------------- | --- | -------- |
| E-5 A-1 N-1 E-70 E-80 GI-636 | Madrid a Irun                       | Madrid - Port de Somosierra - Lerma - Burgos - Miranda de Ebro - Vitòria - Altsasu - Sant Sebastià - GI-636 - Irun - GI-636 Behobia - D 810              | 454 km   |
| N-100 M-23                   |                                     | c/ O'Donnell - M-40 - A-2 - Aeroport Adolfo Suárez Madrid-Barajas                                                                                        | 12 km    |
| N-102                        |                                     | Ariñiz - Vitòria | 5 km     |
| N-104                        |                                     | Argómaniz - Vitòria | 9 km     |
| N-110                        | Sòria a Plasència                   | Sòria - N-122 - San Esteban de Gormaz - Cerezo de Abajo - A-1 - 99 - Segòvia - Villacastín - Àvila - Piedrahíta - Port de Port de Tornavacas - Plasència | 408 km   |
| A-15 N-111 NA-1110           | - Madrid a Pamplona                 | Madrid - A-2 E-90 151 - Medinaceli - Sòria - Túnel de Piqueras ( N-111a Port de Piqueras) - Logronyo - Viana - NA-1110 - Pamplona                        | 260 km   |
| N-113                        | - Sòria a Pamplona                  | Ágreda - Cintruénigo - N-121 NA-134 | 45 km    |
| N-120 A-231                  | Logronyo a Vigo                     | Logronyo - Burgos - N-611 Osorno la Mayor - N-601 Castrovega de Valmadrigal - León - Astorga - N-4 A-6 - Villamartín de la Abadía - Ourense - Vigo       | 662 km   |
| N-121 NA-134                 | - Pamplona - Tudela                 | Pamplona - Tafalla - Olite - Valtierra - NA-134 - Tudela                                                                                                 | 65 km    |
| N-121-A                      | - Pamplona a França per Irun        | Pamplona - Ostitz - Oronoz-Mugairi - Bera - Behobia | 64 km    |
| N-121-B                      | - Pamplona a França per Dancharinea | Oronoz-Mugairi - Elizondo - Dantxarinea | 30 km    |
| N-121-C                      | - Tarazona - Tudela                 | Tudela - Tarassona | 22,3 km  |
| E-82 N-122                   |                                     | Saragossa - N-232 - Gallur - Tarassona - Sòria - Aranda de Duero - Valladolid - A-62 E-80 - Tordesillas - Zamora - A 4 IP 4                              | 538 km   |
| N-123                        |                                     | Benavarri - Barbastre | 35 km    |
| N-124                        | Logronyo a Vitòria                  | Logronyo - Ollauri - Zambrana - A-1 - Vitòria | 48 km    |
| N-125                        |                                     | A-2 - Aeroport de Saragossa | 11 km    |
| N-126                        |                                     | Haro - AP-68 - Casalarreina | 6 km     |
| N-135                        | - Pamplona a França per Valcarlos   | Pamplona - Zubiri - Linzoáin - Roncesvalls - Luzaide - D 933                                                                                             | 62 km    |
| NA-138 (abans N-138 )        | - Pamplona a França per Alduides    | Zubiri - Eugui - D 58 | 23 km    |
| N-141                        |                                     | Bossòst - Eth Portilhon - D 618A | 8 km     |
| N-145                        |                                     | La Seu d'Urgell - CG-1 | 9 km     |
| N-150                        |                                     | Montcada i Reixac - Terrassa | 25 km    |
| E-9 N-152                    |                                     | Puigcerdà - N 20 | 1 km     |
| N-154                        |                                     | Puigcerdà - Llívia | 7 km     |
| N-156                        |                                     | A-2 - Aeroport de Girona - Costa Brava | 2 km     |
| Identificador                | Nom                                 | Itinerari | Longitud |

Les carreteres de País Basc es troben transferides a les Diputacions Forals de Àlaba, Guipúscoa i Biscaia; les de Navarra al Govern de Navarra, i algunes carreteres de Catalunya a la Generalitat de Catalunya

### N-2i carreteres amb origen entre laN-2i laN-3
| Identificador                       | Nom                  | Itinerari | Longitud |
| ----------------------------------- | -------------------- | --- | -------- |
| E-90 A-2 N-2 E-15                   | Madrid a La Jonquera | Madrid - Guadalajara - Calataiud - Saragossa - Desert dels Monegres - Fraga - Lleida - Barcelona - Girona - La Jonquera - D 900                                                          | 780 km   |
| N-204                               |                      | Comarca de La Alcarria : Sacedón - Almadrones | 71 km    |
| N-211                               |                      | Alcolea del Pinar - Monreal del Campo - Alcanyís - Casp - Fraga | 323 km   |
| N-220                               |                      | Aeroport de València - V-30 | 2 km     |
| N-221                               |                      | A-7 Puçol - València | 23 km    |
| N-225                               |                      | N-234 A-23 18 Algar de Palància - Castelló de la Plana - Grau de Castelló (en trams se solapa amb la N-340 )                                                                             | 53 km    |
| N-230                               |                      | Lleida - Vall d'Aran - D 618A | 188 km   |
| N-231                               |                      | AP-7 - Castelló de la Plana | 3 km     |
| E-804 N-232                         | Vinaròs a Santander  | Vinaròs - Alcanyís - Saragossa - Tudela - Logronyo - Pancorbo - N-623 Port del Escudo | 561 km   |
| N-234                               | Sagunt a Burgos      | N-340 Sagunt - Terol - Sòria - A-1 Burgos | 482 km   |
| N-235                               |                      | AP-7 - L'Aldea | 1 km     |
| LL-12 (abans N-236 )                |                      | AP-2 - Lleida | 8 km     |
| N-237                               |                      | Sagunt - Port de Sagunt | 5 km     |
| N-238                               |                      | AP-7 - Vinaròs | 13 km    |
| N-240 NA-2420 NA-2410 A-3138 A-3100 |                      | Tarragona - Lleida - Osca - N-330 - Jaca - Pamplona - Altsasu - Vitòria - N-634 Galdakao                                                                                                 | 550 km   |
| N-241                               |                      | A-7 - Port de Tarragona | 3 km     |
| E-9 N-260                           | Eix pirinenc         | Portbou - Figueres - Olot - Ripoll - Puigcerdà - La Seu d'Urgell - Sort - La Pobla de Segur - Castilló de Sos - Campo - L'Aïnsa - Boltanya - Fiscal - Broto - Biescas - N-330a Samianigo | 520 km   |
| Identificador                       | Nom                  | Itinerari | Longitud |

Algunes carreteres de Catalunya es troben transferides a la Generalitat de Catalunya.

### N-3i carreteres amb origen entre laN-3i laN-4
| Identificador                                                | Nom                | Itinerari | Longitud |
| ------------------------------------------------------------ | ------------------ | --- | -------- |
| E-901 A-3 N-3                                                | Madrid a València  | Madrid - Arganda del Rey - Tarancón - Utiel - Requena - València | 352 km   |
| E-903 N-301                                                  | Madrid a Múrcia    | Madrid - A-4 - Ocaña - La Roda - Múrcia -El Palmar - A-30 171 - N-301a - Cartagena | 448 km   |
| E-903 N-310                                                  |                    | Manzanares - Villanueva de la Jara | 144 km   |
| N-320                                                        |                    | La Gineta - Conca - Guadalajara - Venturada | 320 km   |
| A-316 A-333 A-4154 A-341 A-4152 A-7204 A-7000 (abans N-321 ) |                    | Úbeda - A-316 - Jaén - A-316 - N-432 Terme Mun. de Alcaudete - A-333 - Priego de Córdoba - A-4154 - Loja - A-341 - A-4152 - A-7204 - Colmenar - A-7000 - Màlaga (carretera transferida a la Junta d'Andalusia) | 233 km   |
| N-322                                                        | Còrdova a València | Còrdova - N-4 - A-4 377 - N-4 - El Carpio - A-4 299 - Bailèn - A-32 5 - Linares - Úbeda - Albacete - Fuentealbilla - Requena | 457 km   |
| E-902 N-323                                                  |                    | Bailèn - Jaén - Granada - Motril | 186 km   |
| A-306 A-316 N-323a A-324 A-401 A-308 A-92 (abans N-324 )     |                    | Còrdova - N-4 - A-4 377 - N-4 - El Carpio - A-306 - Torredonjimeno - A-316 - Jaén - A-323a - A-324 - Huelma - A-401 - Moreda - A-401 - A-308 - A-92 - A-4100 - Guadix A-4101 - A-4102 - Alcudia de Guadix - A-92 - N-340a Almeria (carretera transferida a la Junta d'Andalusia) | 290 km   |
| N-325                                                        |                    | Novelda - Crevillent | 24 km    |
| E-7 E-903 N-330 N-330a                                       | Alacant a França   | Alacant - A-31 - Almansa - N-322 Requena - N-3 - Utiel - Landete - N-330a Santa Creu de Moia - N-330a - Ademús - Terol - N-234 - Daroca - Saragossa - Osca - Igriés - A-23 - Jaca - N 134 | 675 km   |
| N-331 A-7075 A-7281                                          | Còrdova a Màlaga   | Còrdova - A-4 418 - Lucena - El Tejar - A-45 92 - A-331 - A-7281 - Antequera A-343 - A-7075 - Màlaga | 147 km   |
| N-332 A-332 RM-332                                           |                    | A-352 Vera - A-332 - San Juan de los Terreros - RM-333 - RM-11 Águilas - Tébar - RM-332 - Massarró - Cartagena - Alacant - València | 386 km   |
| A-364 A-394 (abans N-333 )                                   |                    | Écija - A-4 457 - A-364 - Marchena - A-92 37 - A-394 - Utrera - Palmar de Troya - N-4 - El Cuervo de Sevilla - N-4 - Jerez de la Frontera | 99 km    |
| A-92 (abans N-334 )                                          |                    | Sevilla - A-92 - Antequera | 148 km   |
| N-335                                                        |                    | V-30 - Port de València | 2 km     |
| A-334 (abans N-336 )                                         |                    | Baza - A-334 - N-340a Huércal-Overa | 88 km    |
| N-337                                                        |                    | Gandia - Port de Gandia | 4 km     |
| N-338                                                        |                    | A-7 - Aeroport d'Alacant-Elx - N-332 | 5 km     |
| N-339                                                        |                    | A-4 - Aeroport de Sevilla | 1 km     |
| E-5 E-15 N-340                                               | Cadis a Barcelona  | Cadis - CA-33 - San Fernando - Algesires - A-7 - Marbella - Fuengirola - MA-21 Màlaga - Almuñécar - Almeria - Desert de Tabernas - Vera - A-7 584 Alcantarilla - Múrcia - Elx - N-332 Alacant - Sant Joan d'Alacant - CV-800 - N-340 Alcoi - N-340 - A-7 425 - N-340 - La Llosa de Ranes - A-7 V-31 València - V-21 V-23 Sagunt - Nules - Castelló de la Plana - Tarragona - Barcelona | 1248 km  |
| N-341                                                        |                    | Venta del Pobre - Carboneras | 19 km    |
| A-382 A-384 A-92 A-91 (abans N-342 )                         |                    | Jerez de la Frontera - A-382 - Arcos de la Frontera - A-384 - Antequera - A-92 - Granada - A-92 Guadix - A-92N Baza - A-92N A-91 - Puerto Lumbreras | 491 km   |
| N-343                                                        |                    | Alumbres - Escombreras | 9 km     |
| N-344                                                        |                    | AL-12 Almeria - A-7 - Alcantarilla - N-301 Molina de Segura - Jumella - Iecla - Cabdet - La Font de la Figuera | 143 km   |
| N-345                                                        |                    | La Unión - Portmán | 9 km     |
| N-346                                                        |                    | A-4 - Aeropuerto de Jerez de la Frontera | 1 km     |
| N-347                                                        |                    | A-7 - Aeroport d'Almeria | 5 km     |
| N-348                                                        |                    | MA-21 - Aeroport de Màlaga-Costa del Sol | 2 km     |
| N-349                                                        |                    | A-7 - El Alquián | 4 km     |
| N-350                                                        |                    | N-340 - Autoritat Portuària de la Badia d'Algesires | 3 km     |
| N-351                                                        |                    | San Roque - Gibraltar | 7 km     |
| N-352                                                        |                    | Ceuta - Frontera (El Tarajal) | 3,554 km |
| N-354                                                        |                    | Ceuta - Benzú (por la costa) | 7,556 km |
| N-357                                                        |                    | A-7 - Autoritat Portuària de la Badia d'Algesires (Nord) | 3 km     |
| N-362                                                        |                    | Perímetre fronterer de la Ciutat Autònoma de Ceuta | 8,280 km |
| Identificador                                                | Nom                | Itinerari | Longitud |

Algunes carreteres d'Andalusia es troben transferides a la Junta d'Andalusia i Ajuntaments.

### N-4i carreteres amb origen entre laN-4i laN-5
| Identificador              | Nom                  | Itinerari | Longitud |
| -------------------------- | -------------------- | --- | -------- |
| E-5 A-4 N-4                | Madrid a Cadis       | Madrid - Despeñaperros - Còrdova - Sevilla - Cadis | 670 km   |
| N-400                      | Toledo a Conca       | Toledo - Aranjuez - Ocaña - Santa Cruz de la Zarza - Tarancón - Conca | 180 km   |
| N-401                      | Madrid a Ciudad Real | Madrid - A-42 - Toledo - Sonseca - N-401a Los Yébenes - Malagón - Ciudad Real | 186 km   |
| N-403                      |                      | Toledo - Maqueda - Embassament del Burguillo - Àvila - Adanero | 178 km   |
| E-903 N-420 CM-420 CM-3165 | Còrdova a Tarragona  | Montoro - Ciudad Real - Daimiel - CM-420 - CM-3165 Herencia - CM-420 - Mota del Cuervo - Conca - Ademús - N-330 - Terol - Utrillas - N-211 Montalbán - N-211 - Alcanyís - N-232 - Valdealgorfa - Reus - T-11 Tarragona | 889 km   |
| E-903 N-430                | Badajoz a València   | Mèrida - A-5 316 - Ciudad Real - N-420 - Daimiel - Albacete - A-31 - Almansa - A-35 A-7 - V-31 València | 629 km   |
| E-1 N-431 A-8076 A-472     | Sevilla a Portugal   | Sevilla - A-49 3 - A-8076 - Sanlúcar la Mayor - A-472 - San Juan del Puerto - A-5000 - Huelva - H-30 N-431 - Cartaya - Lepe - A 22                                                                                     | 132 km   |
| N-432                      | Badajoz a Granada    | Badajoz - Zafra - Còrdova - Granada | 420 km   |
| N-433                      |                      | N-630 El Garrobo - Aracena - Rosal de la Frontera - N260 IP8 | 155 km   |
| N-435                      |                      | Badajoz - N-432 - La Albuera - Jerez de los Caballeros - Fregenal de la Sierra - Jabugo - San Juan del Puerto - A-5000 Huelva                                                                                          | 234 km   |
| N-437                      |                      | Còrdova - Aeroport de Còrdova | 8 km     |
| H-30 (abans N-441 )        |                      | Huelva - N-431 | 9 km     |
| N-442                      |                      | Huelva - Mazagón | 22 km    |
| CA-36 (abans N-443 )       |                      | Puerto Real - Cadis | 6 km     |
| N-444                      |                      | A-49 - N-431 Cartaya | 13 km    |
| N-445                      |                      | A-49 - N-431 Lepe | 5 km     |
| N-446                      |                      | A-49 - Encreuament de la N-431 - A-5150 - Isla Cristina | 7 km     |
| N-447                      |                      | A-49 - Ayamonte | 7 km     |
| Identificador              | Nom                  | Itinerari | Longitud |

Algunes carreteres d'Andalusia es troben transferides a la Junta d'Andalusia i Ajuntaments.

### N-5i carreteres amb origen entre laN-5i laN-6
| Identificador              | Nom                       | Itinerari | Longitud |
| -------------------------- | ------------------------- | --- | -------- |
| E-90 A-5 N-5               | Madrid a Badajoz          | Madrid - Talavera de la Reina - Mèrida - Badajoz - A 6                                                                                        | 408 km   |
| N-501                      | Àvila a Salamanca         | Àvila - Peñaranda de Bracamonte - Salamanca                                                                                                   | 96 km    |
| N-502                      |                           | Àvila - N-110 - Salobral - Talavera de la Reina - Alcaudete de la Jara - Herrera del Duque - Almadén - Espiel                                 | 386 km   |
| N-521                      |                           | Trujillo - Càceres - Valencia de Alcántara - N 246-1                                                                                          | 149 km   |
| N-523                      | Càceres a Badajoz         | Càceres - Badajoz | 90 km    |
| N-525                      |                           | Benavente - Ourense - Santiago de Compostel·la                                                                                                | 341 km   |
| E-801 N-532                |                           | Verín - N 103-5 | 15 km    |
| N-536 OU-636 OU-536        |                           | Ponferrada - Carucedo - O Barco de Valdeorras - N-120 - OU-533 A Rúa - OU-636 - A Pobra de Trives - OU-536 - Castro Caldelas - OU-536 Ourense | 155 km   |
| N-540                      |                           | Lugo - Chantada - N-525 Ourense | 95 km    |
| N-541                      | Ourense a Pontevedra      | Ourense - N-120 - O Carballiño - Pontevedra                                                                                                   | 93 km    |
| N-542                      |                           | A-52 - N-120 Ourense | 0,75 km  |
| N-544                      | Circumval·lació d'Ourense | N-525 - N-120 | 1,81 km  |
| N-547                      |                           | N-540 Guntín - A-54 Santiago de Compostel·la                                                                                                  | 84 km    |
| E-1 N-550                  |                           | La Corunya - Santiago de Compostel·la - Pontevedra - Redondela - Tui                                                                          | 180 km   |
| N-551                      |                           | Tuy - N 13 | 4 km     |
| N-552                      |                           | Redondela - Vigo | 13 km    |
| N-554                      |                           | N-550 Vilaboa - AP-9 Pont de Rande | 5 km     |
| N-555                      |                           | Redondela - Aeroport de Vigo | 8 km     |
| N-556                      |                           | Vigo - Aeroport de Vigo | 13 km    |
| PO-12 PO-11 (abans N-558 ) |                           | Pontevedra - PO-12 PO-11 Port de Marín | 12 km    |
| N-559                      |                           | A-52 - N-120 | 5 km     |
| Identificador              | Nom                       | Itinerari | Longitud |

### N-6i carreteres amb origen entre laN-6i laN-1
| Identificador | Nom                                      | Itinerari | Longitud |
| ------------- | ---------------------------------------- | --- | -------- |
| E-70 A-6 N-6  | Madrid a La Corunya                      | Madrid - Port de Guadarrama - Medina del Campo - Tordesillas - La Bañeza - Ponferrada - Lugo - La Corunya                                       | 595 km   |
| N-601         | Madrid a Lleó                            | Madrid - N-6 - Adanero - Montuenga - Olmedo - Valladolid - Villanubla - Medina de Rioseco - Mayorga - Lleó                                      | 331 km   |
| N-603         | Madrid a Segòvia                         | Madrid - N-6 - San Rafael - Segòvia | 95 km    |
| N-610         |                                          | Palència - N-601 Becilla de Valderaduey - Paradores de Castrogonzalo - A-6 N-630                                                                | 100 km   |
| N-611         |                                          | Venta de Baños - A-67 - Palència - Aguilar de Campoo - Reinosa - Torrelavega - Santander                                                        | 207 km   |
| E-80 N-620    | Burgos a Portugal                        | Burgos - Buniel - A-62 - Magaz de Pisuerga - Venta de Baños - A-62 - Valladolid - A-62 - Tordesillas - Salamanca - Ciudad Rodrigo - N 332       | 350 km   |
| N-621         |                                          | Lleó - Devesa de Curueño - CL-624 -Vegaquemada - LE-4606 - Cistierna - Port de San Glorio - Potes - Congost de la Hermida - N-634 Unquera       | 190 km   |
| N-622         |                                          | Quintana del Puente - Lerma | 44 km    |
| N-623         | Burgos a Santander                       | Burgos - Port del Escudo - Santander | 152 km   |
| N-625         |                                          | N-601 Mansilla de las Mulas - Cistierna - N-621 - Embassament de Riaño - Riaño - N-634 Arriondas                                                | 155 km   |
| N-627         |                                          | Burgos - San Martín de Ubierna - Aguilar de Campoo                                                                                              | 80 km    |
| N-629         |                                          | N-232 Oña - Colindres | 90 km    |
| E-803 N-630   | Ruta de la Plata                         | Gijón - AS-381 - Oviedo - AS-375 Campumanes - Port de Pajares - La Robla - Lleó - Zamora - Salamanca - Plasència - Càceres - Mèrida - Sevilla   | 817 km   |
| N-631         |                                          | N-630 La Encomienda - N-525 | 56 km    |
| E-70 N-632    |                                          | Ribadesella - Gijón - AS-19 - Avilés - Canero                                                                                                   | 162 km   |
| N-633         |                                          | Aeroport de Bilbao | 1 km     |
| E-70 N-634    | Sant Sebastià a Santiago de Compostel·la | Sant Sebastià - Bilbao - Torrelavega - Llanes - AS-379 - Ribadesella - Oviedo - Mondoñedo - Vilalba - Baamonde - N-6 - Santiago de Compostel·la | 730 km   |
| N-635         |                                          | Muriedas - Solares | 11 km    |
| N-636         |                                          | S-10 - Aeroport de Santander | 1 km     |
| N-637         |                                          | Barakaldo - Galdakao | 21 km    |
| N-638         |                                          | Mendelu - Aeroport de Sant Sebastià - Hondarribia                                                                                               | 4 km     |
| N-639         |                                          | N-634 Abanto y Ciérvana-Abanto Zierbena - Santurtzi                                                                                             | 22 km    |
| N-640         |                                          | N-634 A-8 - Castropol - Lugo - N-540 - Monterroso - Lalín - N-525 - Silleda - A Estrada - Vilagarcía de Arousa                                  | 228 km   |
| N-641         |                                          | Gijón - El Musel | 6 km     |
| N-642         |                                          | N-640 A Veiga - Ribadeo - N-634 - San Cosme - LU-862 San Cibrao                                                                                 | 55 km    |
| N-643         |                                          | N-632 - Aeroport d'Astúries | 2 km     |
| N-651         |                                          | N-6 - Betanzos - Ferrol | 30 km    |
| N-655         |                                          | Narón - Port de Ferrol | 9 km     |
| Identificador | Nom                                      | Itinerari | Longitud |